# Gérard Eymery
Pour les articles homonymes, voir Eymery.
Gérard Eymery, né le 25 janvier 1941 à Nice et mort le 20 avril 2011 à Paris 14e, est un dirigeant d'entreprises publiques français, ancien élève de l'École polytechnique.
Directeur-adjoint du cabinet du ministre des Postes et Télécommunications et de l'Espace de Paul Quilès en 1988, il rejoint France Télécom en tant que Président directeur général de la Compagnie générale des communications (COGECOM), et devient en mars 1994 président directeur général de France Télécom Multimédia (Wanadoo).

## Biographie

### Formation
Gérard Eymery est un ancien élève de l'École polytechnique (1961) et de l'École nationale supérieure des télécommunications (1964-1966).

### Carrière
Il rejoint Télédiffusion de France en 1975 et en devient directeur commercial en 1983.
Il rejoint, en juin 1988, le cabinet du ministre des Postes, des Télécommunications et de l'Espace en tant que directeur adjoint de Paul Quilès.
Président directeur général de la Compagnie générale des communications (COGECOM) à France Télécom, de juin 1989 à mars 1994, il devient, en mars 1994, président directeur général de France Télécom Multimédia, et est à ce titre directement à l'origine de la création de Wanadoo, principal fournisseur d'accès à Internet en France.
À partir d'octobre 1998, il est nommé directeur délégué chargé du pôle Développement et Multimédia de France Télévisions.
Il fonde en 2000 le cabinet Ornell Consulting, filiale de Media Consulting Group.

## Autres fonctions
Gérard Eymery fut également président de l'École Louis-Lumière de 1998 à 2001, et professeur à l'École nationale d'administration (ENA), où il enseigna notamment à la Promotion Voltaire (1980).

## Distinctions
- Chevalier de la Légion d'honneur
- Chevalier de l'ordre national du Mérite

## Publications
- Les nouveaux médias avec Francis Balle, PUF, coll. « Que sais-je ? », 1996  (ISBN 2-13-047941-3)